# Gila Giraldo
Gila Giraldo, más conocida como La Serrana de la Vera (Garganta la Olla, último tercio del siglo XV - Plasencia, primer tercio del siglo XVI), fue una asesina en serie de la historia española que inspiró numerosas leyendas, romances y piezas teatrales del Siglo de Oro.

## Leyenda
Según la leyenda era natural de Garganta la Olla, a pocas leguas de Plasencia. En tiempos de los Reyes Católicos llegó al lugar Don Lucas de Carvajal, capitán de armas, en busca de soldados, y pidió alojamiento en casa de los Giraldo. Gila se negó y lo persiguió por todo el pueblo encañonado con su arcabuz de cazadora hasta echarlo de él. Don Lucas juró volver y vengarse con engaño de Gila, lo que cumplió al burlarla y ganar su honra. Descubierto el engaño, Gila se vengó a su vez despeñando a Don Lucas por un barranco. Huyó a las montañas, donde sobrevivió en una cueva como serrana cuidando ganado. Cuando algún viajero se perdía, era acogido por ella en la caverna, y tras una comida y bebida copiosas y goces carnales para que se fatigara y se durmiera, era decapitado, de suerte que, al fondo de la cueva, podían verse distintas osamentas. Hasta aquí la leyenda según la versión de Luis Vélez de Guevara y los romances; históricamente pudo representar a una mujer real, Isabel de Carvajal.
Los hechos históricos reales se mezclaron probablemente con las leyendas y mitos extremeños de las serranas, unas mujeres que vivían en las montañas y llevaban una vida de elemental rusticidad.
Gila fue apresada y murió con gallardía y serenidad ajusticiada en la plaza de Plasencia. El personaje protagoniza no menos de veintiuna versiones de romances y posteriormente es tratado en sendas piezas teatrales de Luis Vélez de Guevara (1613), Lope de Vega (1617) y una versión "a lo divino" de José de Valdivielso.